# Mistrzostwa Polski w Short Tracku 2007
Mistrzostwa Polski w Short Tracku 2007 – 11. edycja mistrzostw, która odbyła się w dniach 3–4 marca 2007 roku na lodowisku BOSiR w Białymstoku, mieszczącym się przy Stadionie „Zwierzyniec”.

## Wyniki

### Kobiety

#### 500 metrów
Finał
| Miejsce | Zawodniczka          | Klub              | Wynik    | Punkty |
| ------- | -------------------- | ----------------- | -------- | ------ |
| 1.      | Patrycja Maliszewska | Juvenia Białystok | 47,300   | 34     |
| 2.      | Aida Popiołek        | AZS Opole         | 49,678   | 21     |
| 3.      | Natalia Grajcar      | OMKŁS Opole       | 1:04,334 | 13     |
| 4.      | Paula Bzura          | Juvenia Białystok | 1:08,727 | 8      |

#### 1000 metrów
Finał
| Miejsce | Zawodniczka          | Klub              | Wynik    | Punkty |
| ------- | -------------------- | ----------------- | -------- | ------ |
| 1.      | Paula Bzura          | Juvenia Białystok | 1:38,902 | 34     |
| 2.      | Anna Romanowicz      | Juvenia Białystok | 1:39,353 | 21     |
| 3.      | Karolina Regucka     | Juvenia Białystok | 1:39,774 | 13     |
| 4.      | Patrycja Maliszewska | Juvenia Białystok | 1:42,194 | 8      |

#### 1500 metrów
Finał
| Miejsce | Zawodniczka           | Klub              | Wynik    | Punkty |
| ------- | --------------------- | ----------------- | -------- | ------ |
| 1.      | Paula Bzura           | Juvenia Białystok | 2:28,906 | 34     |
| 2.      | Anna Romanowicz       | Juvenia Białystok | 2:29,823 | 21     |
| 3.      | Patrycja Maliszewska  | Juvenia Białystok | 2:30,400 | 13     |
| 4.      | Natalia Grajcar       | OMKŁS Opole       | 2:31,676 | 8      |
| 5.      | Barbara Kobylakiewicz | MOSiR Sanok       | 2:39,309 | 5      |
| 6.      | Magdalena Szwajlik    | MOSiR Sanok       | 2:59,766 | 3      |

#### Superfinał 3000 metrów
Finał
| Miejsce | Zawodniczka           | Klub              | Wynik    | Punkty |
| ------- | --------------------- | ----------------- | -------- | ------ |
| 1.      | Paula Bzura           | Juvenia Białystok | 5:27,265 | 34     |
| 2.      | Aida Popiołek         | AZS Opole         | 5:38,305 | 21     |
| 3.      | Anna Romanowicz       | Juvenia Białystok | 5:38,948 | 13     |
| 4.      | Natalia Grajcar       | OMKŁS Opole       | 5:43,382 | 8      |
| 5.      | Patrycja Maliszewska  | Juvenia Białystok | 5:54,971 | 5      |
| 6.      | Barbara Kobylakiewicz | MOSiR Sanok       | 5:59,073 | 3      |
| 7.      | Magdalena Szwajlik    | MOSiR Sanok       | 6:02,540 | 2      |
| 8.      | Karolina Regucka      | Juvenia Białystok | 6:22,426 | 1      |

#### Wielobój
Klasyfikacja
| Miejsce | Zawodniczka           | Klub              | Dystanse | Dystanse | Dystanse | Punkty |
| Miejsce | Zawodniczka           | Klub              | 1500 m   | 500 m    | 1000 m   | Punkty |
| ------- | --------------------- | ----------------- | -------- | -------- | -------- | ------ |
| 1.      | Paula Bzura           | Juvenia Białystok | 1        | 4        | 1        | 110    |
| 2.      | Patrycja Maliszewska  | Juvenia Białystok | 3        | 1        | 4        | 60     |
| 3.      | Anna Romanowicz       | Juvenia Białystok | 2        | 14       | 2        | 55     |
| 4.      | Aida Popiołek         | AZS Opole         | 12       | 2        | 9        | 42     |
| 5.      | Natalia Grajcar       | OMKŁS Opole       | 4        | 3        | 7        | 29     |
| 6.      | Karolina Regucka      | Juvenia Białystok | 24       | 7        | 3        | 14     |
| 7.      | Barbara Kobylakiewicz | MOSiR Sanok       | 5        | 10       | 19       | 8      |
| 8.      | Magdalena Szwajlik    | MOSiR Sanok       | 6        | 13       | 12       | 5      |

#### Sztafeta 3000 metrów
Finał
| Miejsce | Klub                                                                                       | Wynik    |
| ------- | ------------------------------------------------------------------------------------------ | -------- |
| 1.      | Juvenia Białystok Agnieszka Bawerna Anna Romanowicz Karolina Regucka Patrycja Maliszewska  | 4:46,499 |
| 2.      | Juvenia Białystok II Agnieszka Olechnicka Beata Podwysocka Joanna Adamska Paula Bzura      | 4:48,964 |
| 3.      | OMKŁS Opole Kaja Pniewska Klaudia Kozłowska Malwina Zawada Natalia Grajcar                 | 4:48,855 |
| 4.      | Juvenia Białystok III Agnieszka Tawrel Anna Twardowska Ewelina Kuczyńska Natalia Kozłowska | 5:01,605 |

### Mężczyźni

#### 500 metrów
Finał
| Miejsce | Zawodnik          | Klub              | Wynik  | Punkty |
| ------- | ----------------- | ----------------- | ------ | ------ |
| 1.      | Zbigniew Bródka   | AZS Opole         | 44,378 | 34     |
| 2.      | Bartosz Konopko   | Juvenia Białystok | 44,428 | 21     |
| 3.      | Roman Izbicki     | Juvenia Białystok | 44,830 | 13     |
| 4.      | Tomasz Wróblewski | Juvenia Białystok | PEN    | 0      |

#### 1000 metrów
Finał
| Miejsce | Zawodnik        | Klub              | Wynik    | Punkty |
| ------- | --------------- | ----------------- | -------- | ------ |
| 1.      | Roman Izbicki   | Juvenia Białystok | 1:41,919 | 34     |
| 2.      | Bartosz Konopko | Juvenia Białystok | 1:42,024 | 21     |
| 3.      | Zbigniew Bródka | AZS Opole         | 1:42,029 | 13     |
| 4.      | Rafał Piórecki  | Juvenia Białystok | 1:42,984 | 8      |

#### 1500 metrów
Finał
| Miejsce | Zawodnik                   | Klub              | Wynik    | Punkty |
| ------- | -------------------------- | ----------------- | -------- | ------ |
| 1.      | Zbigniew Bródka            | AZS Opole         | 2:27,314 | 34     |
| 2.      | Roman Izbicki              | Juvenia Białystok | 2:27,933 | 21     |
| 3.      | Jakub Jaworski             | AZS Opole         | 2:28,180 | 13     |
| 4.      | Dariusz Kulesza            | Juvenia Białystok | 2:29,374 | 8      |
| 5.      | Marcin Makarczuk-Jackowski | Juvenia Białystok | 2:29,442 | 5      |
| 6.      | Paweł Doliński             | Juvenia Białystok | 2:32,491 | 3      |
| 7.      | Adam Filipowicz            | AZS Opole         | 2:32,745 | 2      |

#### Superfinał 3000 metrów
Finał
| Miejsce | Zawodniczka                | Klub              | Wynik    | Punkty |
| ------- | -------------------------- | ----------------- | -------- | ------ |
| 1.      | Jakub Borowski             | AZS Opole         | 5:15,325 | 34     |
| 2.      | Zbigniew Bródka            | AZS Opole         | 5:17,138 | 26     |
| 3.      | Marcin Makarczuk-Jackowski | Juvenia Białystok | 5:25,640 | 13     |
| 4.      | Rafał Piórecki             | Juvenia Białystok | 5:32,120 | 8      |
| 5.      | Paweł Doliński             | Juvenia Białystok | 5:39,739 | 5      |
| 6.      | Bartosz Konopko            | Juvenia Białystok | 6:03,728 | 3      |
| 7.      | Roman Izbicki              | Juvenia Białystok | 6:21,187 | 2      |
| -       | Dariusz Kulesza            | Juvenia Białystok | DNS      | 0      |

#### Wielobój
Klasyfikacja
| Miejsce | Zawodniczka                | Klub              | Dystanse | Dystanse | Dystanse | Punkty |
| Miejsce | Zawodniczka                | Klub              | 1500 m   | 500 m    | 1000 m   | Punkty |
| ------- | -------------------------- | ----------------- | -------- | -------- | -------- | ------ |
| 1.      | Zbigniew Bródka            | AZS Opole         | 1        | 1        | 3        | 102    |
| 2.      | Roman Izbicki              | Juvenia Białystok | 2        | 3        | 1        | 70     |
| 3.      | Jakub Jaworski             | AZS Opole         | 3        | 8        | 7        | 47     |
| 4.      | Bartosz Konopko            | Juvenia Białystok | 11       | 2        | 2        | 45     |
| 5.      | Marcin Makarczuk-Jackowski | Juvenia Białystok | 5        | 30       | 9        | 18     |
| 6.      | Rafał Piórecki             | Juvenia Białystok | 12       | 7        | 4        | 16     |
| 7.      | Paweł Doliński             | Juvenia Białystok | 6        | 10       | 6        | 8      |
| 8.      | Dariusz Kulesza            | Juvenia Białystok | 4        | 6        | 31       | 8      |
| 9.      | Adam Filipowicz            | AZS Opole         | 7        | 5        | 8        | 2      |
| 10.     | Tomasz Wróblewski          | Juvenia Białystok | 10       | 4        | 5        | 0      |

#### Sztafeta 5000 metrów
Finał
| Miejsce | Klub                                                                                          | Wynik    |
| ------- | --------------------------------------------------------------------------------------------- | -------- |
| 1.      | AZS Opole Adam Filipowicz Jakub Jaworski Łukasz Fabiański Przemysław Szewczuk Zbigniew Bródka | 7:28,085 |
| 2.      | Juvenia Białystok Bartosz Konopko Dariusz Kulesza Roman Izbicki Tomasz Wróblewski             | 7:29,310 |
| 3.      | Juvenia Białystok II Bartosz Naliwajko Paweł Doliński Paweł Łopiński Rafał Piórecki           | 7:55,018 |
| 4.      | Juvenia Białystok IV Dawid Rzemieniecki Kacper Ullmann Krzysztof Piecielski Łukasz Michaluk   | 7:57,170 |